# Fäbodtjärnen (Vilhelmina socken, Lappland, sydväst Latikberg)
Fäbodtjärnen är en sjö i Vilhelmina kommun i Lappland och ingår i Ångermanälvens huvudavrinningsområde.